# Partênio III de Constantinopla
Partênio III de Constantinopla (em grego: Παρθένιος Γ΄; 24 de março de 1657) foi patriarca ecumênico de Constantinopla entre 1656 e 1657. Depois de ter sido deposto, Partênio foi acusado de traição pelo sultão otomano Maomé IV, o Caçador e enforcado depois de se recusar a abjurar sua fé cristã. Por conta disto, ele é reverenciado como novo hieromártir pela Igreja Ortodoxa e celebrado em 24 de março.

## História
Partênio nasceu na ilha de Lesbos e, em 1639, foi eleito bispo metropolitano de Quio. Em 26 de julho de 1656, foi eleito patriarca no lugar de Joanício II.
Nos conflitos pelo controle da Igreja da Ucrânia, Partênio se aliou ao Czarado da Rússia e, em 1653, denunciou a confissão de fé de 1643 do antigo metropolita de Quieve Pedro Moguila, que ele considerou próxima demais da doutrina católica. Contudo, esta confissão de Mogila já havia sido aprovada pelos patriarcas gregos em 1643 e, novamente, pelo patriarca Nectário de Jerusalém e pelo Sínodo de Jerusalém (1672). Partênio também foi o responsável pelo sepultamento dos restos mortais de Cirilo Lucaris, recuperado na costa depois de ele ter sido assassinado em 1638 num navio no mar de Mármara e ter seu corpo atirado no mar.
Para conseguir fundos, Partênio enviou cartas para um bispo grego no Czarado, que na época era inimigo político do Império Otomano. Esta correspondência foi interceptado e entregue ao grão-vizir Mehmed Köprülü, que decidiu que Partênio deveria ser julgado por traição. Apesar de as acusações terem se provado falsas, o sultão Maomé IV ordenou que ele fosse enforcado para "dar o exemplo para os que tentassem fazer o mesmo no futuro". A única opção que lhe foi dada para se salvar era se converter ao islã, mas Partênio se recusou.
Assim, em 24 de março de 1657, uma longa procissão acompanhou Partênio de sua prisão até um local chamado "Portão do Gancho" ("Parmak Kapi"), em Istambul, onde a pena foi executada. Seu corpo permaneceu pendurado por três dias e depois foi atirado ao mar. Os fieis encontraram-no e sepultaram o corpo no Mosteiro Kamariotissa, na ilha de Halki (Heybeliada).